# Platysphinx constrigilis
Platysphinx constrigilis is een vlinder uit de familie van de pijlstaarten (Sphingidae). De wetenschappelijke naam van de soort werd in 1869 gepubliceerd door Francis Walker.